# Germain Yanon Yapo
 Yanon Yapo Germain, est un juriste et un magistrat ivoirien né en 1942. Il a été président du Conseil constitutionnel de Côte-d'Ivoire, nommé en 2003. Il a notamment présidé le 28 octobre 2005 la séance du Conseil qui, jugeant que l’atteinte à l’intégrité territoriale était établie en Côte d'Ivoire et que le déroulement normal des élections y était compromis, avait ordonné l'arrêt des opérations électorales et décidé que le président de la République demeure en fonction.